# Alfred Barye
Alfred Barye, genannt Le Fils oder Alf Barye (* 21. Januar 1839 in Paris; † 1882 ebenda) war ein französischer Bildhauer der Belle Époque.

## Leben und Werk

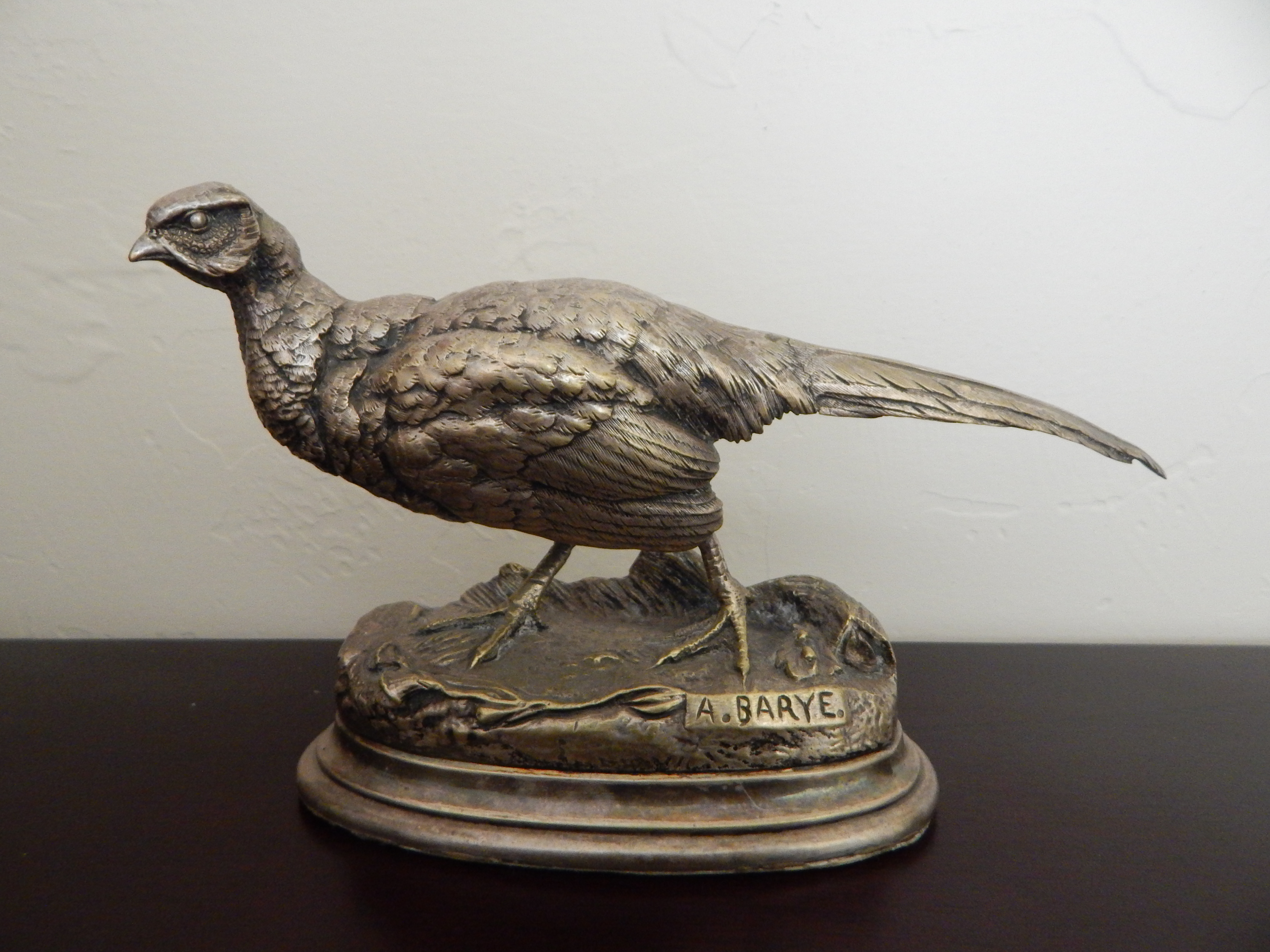
Bronzeskulptur eines Fasan von Barye (1875)

Alfred Barye wurde in Paris als Sohn des Bildhauers Antoine-Louis Barye geboren. Sein Handwerk lernte er in der Werkstatt seines Vaters, der in seiner Zeit ein renommierter Tierbildhauer war. Das Verhältnis zwischen Vater und Sohn war von Konflikten geprägt, die sich an den Signaturen auf den Werken der beiden entzündeten. Der jüngere Barye hatte einige seiner Bronzen mit „A. Barye“ signierte, wogegen der Vater Barye Einspruch erhob, der auf diese Signatur einen Copyright anmeldete und befürchtete, mit Arbeiten seines Sohnes in Verbindung gebracht zu werden.
Alfred Barye spezialisierte sich auf die Produktion von Bronzestatuetten. Er stand immer im Schatten seines berühmten Vaters und kämpfte um die Anerkennung als eigenständiger Künstler. Seine meisten Arbeiten sind signiert mit „A. Barye, fils“, während die mit Barye oder Barrye signierten Objekte einige Verwirrung – beabsichtigt oder nicht – bei Händlern und Käufern verursachten und zum Streit mit dem Vater führten.
In Zusammenarbeit mit Émile Guillemin schuf er die Plastik The Arab Warrior Knight on Horseback, eine seiner bekanntesten Bronzen. Er war spezialisiert auf  Tierbronzen, vor allem auf Rennpferde, Pferde mit Reiter oder Pferde in Bewegung, sowie orientalistische Figuren.
Wie sein Vater Antoine Louis wurde Alfred Barye der Lieblingsbildhauer von Ferdinand Philippe d’Orléans und später der quasi offizielle Bildhauer Napoleons III.
Er signierte viele seiner bildhauerischen Arbeiten mit Barye oder A. Barye, der gleichen Signatur, die auch sein Vater benutzte. Dies verursacht heute genauso viel Verwirrung wie zu seinen Lebzeiten, und viele von Alfreds Modellen werden fälschlicherweise den Werken seines Vaters zugeschrieben und als solche verkauft. Nach vielen familiären Meinungsverschiedenheiten und auf Drängen seines Vaters begann er, sein Werk mit Alf zu signieren. Barye und später A. Barye Fils. Es wurde vermutet, aber nie bestätigt, dass Alfred Barye für einige nicht autorisierte lebenslange Abgüsse der Werke seines Vaters verantwortlich war.

## Ausstellungen
- Salon de Paris (Louvre), 1864 bis 1866, 1882

## Kunstausstellung
Alfred Barye stellte in den folgenden Jahren im Pariser Salon aus:
1864 stellte er eine Bronzeskulptur eines Rennpferdes mit dem Titel Walter Scott aus.
1865 stellte er mehrere Bronzeskulpturen von Rennpferden aus.
1866 stellte er eine Bronze eines Rennpferdes und eines Jockeys aus.
1882 stellte er eine Bronzefigur eines italienischen Narren aus.

## Werke
- Das Rennpferd Sir Walter Scott, 1865
- Italienischer Hofnarr, 1882

### Werke in Museen und Sammlungen
Seine Bronzen werden in vielen internationalen Museen und Sammlungen aufbewahrt:
Louvre, Paris; Musée d’Orsay, Paris; Brooklyn Museum, New York City; Fogg Art Museum, Harvard University, Cambridge, Mass.; Busch-Reisinger Museum, Cambridge, Mass.; Arthur M. Sackler Gallery, Washington DC; Museu de Arte de São Paulo; Israel-Museum, Jerusalem; Appleton Museum of Art, Florida.

## Kunsthandel
Während Bronzen von Antoine-Louis Barye auf dem Kunstmarkt durchschnittlich mit Preisen um 10.000 $ gehandelt werden und die Spitzenpreise bei 300.000 $ liegen, haben Bronzestatuetten von Alfred Bayre mit Preisen zwischen 5.000 und 15.000 $ einen deutlich niedrigeren Marktwert. Nachgüsse von Bronzen der beiden Barye, die wegen ihrer Motive, Qualität und ihrer Größe von Sammlern gefragt sind, werden in unterschiedlicher Qualität im Kunsthandel angeboten. Statuetten after Barye werden mit Preisen um 600 bis 1.000 £ gehandelt und haben im Einzelfall schon über 3.000 $ erreicht.
Wegen der nicht immer eindeutigen Signaturen ergeben sich nach wie vor für Handel und Wissenschaft Probleme bei der Zuschreibung.